# Sans l'ombre d'un témoin
Sans l'ombre d'un témoin (titre original : With No One as Witness) est un roman policier d'Elizabeth George publié en 2005 puis aux Presses de la Cité la même année. C'est le treizième roman ayant pour héros l'inspecteur Thomas Lynley et son adjointe, Barbara Havers.
À Londres, ces derniers sont sur les traces d'un tueur en série qui opère dans les quartiers populaires. Les premières victimes sont des adolescents Noirs ou Métis. Mais l'enquête ne débute véritablement que lorsqu'un jeune Blanc est assassiné et que son corps mutilé est découvert dans un parc londonien. L'enquête s'oriente en direction d'un réseau de pédophilie.

## Principaux personnages

### Le tueur
- « Fu » : psychopathe.

### Les victimes
Par ordre de découverte de l'identité :
- Kimmo Thorne : 15 ans, cambrioleur, receleur, homosexuel et prostitué (quatrième victime).
- Jared Salvatore : 13 ans, en décrochage scolaire (deuxième victime).
- Sean Lavery : adolescent (cinquième victime).
- Anton Reid : 14 ans, jeune délinquant (première victime).
- Davey Benton : 13 ans (sixième victime).
- Dennis Butcher : 14 ans (quatrième victime).

### Enquêteurs et alliés
- Thomas Lynley : commissaire intérimaire à Scotland Yard à la suite de la tentative d'assassinat du commissaire Webberly.
- Barbara Havers : constable à Scotland Yard, collègue habituelle de Thomas Lynley.
- Wilson Nkata : sergent à Scotland Yard et seul policier noir de l'équipe de Lynley.
- Helen Lynley : épouse de Thomas Lynley et assistante de Saint James après avoir été sa fiancée.
- Simon Saint James : consultant en expertise judiciaire.
- Deborah Saint James : épouse de Simon.
- Hamish Robson : psychiatre et profileur.
- Hillier : adjoint du préfet de police, directeur de Scotland Yard et supérieur de Lynley.
- John Stewart : inspecteur de police sous l’autorité de Lynley.

### Personnes auditionnées dans le cadre de l'enquête
(Liste non exhaustive).
- Ulrike Ellis : directrice de Colossus.
- Griffin Strong : travailleur social au sein de Colossus, amant d'Ulrike Ellis.
- Arabella Strong : épouse de Griffin Strong.
- Jack Veness : travailleur social au sein de Colossus.
- Neil Greenham : professeur d'informatique au sein de Colossus.
- Robbie Kilfoyle : bénévole au sein de Colossus.
- Bram Savidge : 45 ans, pasteur.
- Oni Savidge : 19 ans, épouse du pasteur.

### Autres personnages importants
- Barry Minshall : « magicien ».
- Gigi : vendeuse de produits phytosanitaires.
- Mitchell Corsico : journaliste pour « La Source », journal de la presse people.

## Résumé
Le récit est présenté en 34 chapitres, précédés d'un prologue.

### Mise en place de l’intrigue
Prologue, chapitres 1 à 4.
Le roman commence par un prologue de quelques pages : Kimmo Thorne, 15 ans, quitte sa tante et sa grand-mère (ses parents sont depuis plusieurs années en Afrique du sud) et rentre officiellement à son studio. Mais sa destination réelle est une villa bourgeoise qu'il a repérée et qu’il compte cambrioler. Il y pénètre et se met à voler des objets semi-précieux. Mais contrairement à ce qu'il croyait, la maison n'est pas vide. Il quitte précipitamment les lieux avec son butin. À vélo dans le froid mordant, il est suivi par un véhicule dont le conducteur, qu'il connaît, lui propose de faire un bout de chemin ensemble. Kimmo accepte de ranger le vélo dans le coffre et de s'installer à la place du passager avant.
Le lendemain, la police découvre le cadavre d'un adolescent, maquillé, étranglé, éventré (thorax ouvert), le nombril découpé, les mains brûlées (presque carbonisées), une marque inscrite avec son sang sur le front. Un policier, venant d'un autre commissariat londonien, fait le rapprochement avec d'autres morts similaires ayant eu lieu durant ces derniers mois. On décompte trois précédents assassinats d'adolescents Noirs ou Métis, qui n'ont fait l'objet d'aucune enquête, pas même pour identifier les mineurs. Le directeur de Scotland Yard veut à tout prix éviter l'accusation de racisme institutionnel, d'autant plus qu'on suppose que ces assassinats sont l'œuvre d'un tueur en série.
L'adjoint au préfet de police, Hillier, désigne Thomas Lynley comme directeur d'enquête. Ce dernier s'adjoint les services de Barbara Havers et de Winston Nkata, que les lecteurs connaissent depuis le début de la série de romans. Les autopsies des quatre cadavres montrent des points communs. Distinction principale : les trois premières victimes étaient des adolescents noirs ou métis tandis que la dernière est blanche. On s'active pour tenter de découvrir leurs identités.
Une conférence de presse est organisée par Hillier. Celui-ci annonce qu'un profileur rejoindra l'équipe (Hamish Robson), à la consternation de Lynley qui pense ne pas avoir besoin de cette personne. La suite lui montrera qu'il a tort et que le profileur pourra faire des remarques pertinentes.
La quatrième victime est rapidement identifiée : il s'agit de Kimmo Thorne. Havers et Nkata interrogent sa tante et sa grand-mère et perquisitionnent sa chambre. Un nom ou un pseudonyme sort de l'audition de la famille : un dénommé « Blinker », dont la fréquentation aurait été néfaste pour Kimmo.

### Cinquième et sixième victimes
Chapitres 5 à 20.
Lynley et Havers interrogent Charlie Burov dont le pseudonyme est « Blinker ». Celui-ci était l'amant et le souteneur de Kimmo, lequel se prostituait à l'occasion. Les caméras de vidéosurveillance montrent que le tueur de Kimmo s'était déplacé avec une camionnette Ford Transit rouge. L'enquête se poursuit sur les activités de délinquance de Kimmo : il était cambrioleur et revendait le butin de ses vols sur les marchés. Alors qu'ils enquêtent sur les activités de Kimmo, les deux enquêteurs apprennent qu'on vient de découvrir un cinquième cadavre dans un tunnel. Ils se rendent sur les lieux : le tueur semble être le même que pour les quatre précédentes victimes mais a légèrement varié son modus operandi.
La deuxième victime du tueur est identifiée : Jared Salvatore, un gamin de 13 ans qui avait mis enceinte une adolescente de 16 ans. Jared était en décrochage scolaire.
À plusieurs reprises, le récit aborde les préparations des meurtres du point de vue du tueur. Ce dernier s'auto-baptise « Fu » et a des réminiscences assez vives d'une jeunesse troublée qui ont fait de lui un psychopathe.
Les policiers apprennent que Kimmo Thorne avait été confié par la justice à Colossus, un centre d'éducation associatif en milieu ouvert pour jeunes délinquants ou marginaux situé dans le quartier d'Elephant and Castle. 
L'identité du cinquième cadavre est découverte : il s'agit de Sean Lavery, un jeune Noir fréquentant lui-aussi le centre Colossus. Ainsi, au moins deux des cinq victimes étaient prises en charge par cette structure. Lynley et Havers interrogent successivement les adultes travaillant dans ce centre. L'enquête se focalise sur cette structure.
C'est alors qu'un sixième cadavre est découvert dans un parc de Londres. Ce meurtre semble encore résulter des agissements du tueur en série. Rapidement on découvre que la victime s'appelle Davey Benton, disparu depuis la veille. Contrairement aux précédentes victimes, il est issu d'une famille bien intégrée socialement. En fouillant dans la chambre à coucher de Davey, Barbara Havers y découvre des menottes en plastique, provenant, selon les parents du garçon, d'un spectacle de magie.
Le lendemain, Barbara rencontre Barry Minshall, le magicien qui aurait détenu ces menottes. Il est propriétaire d'une camionnette violette. Cette dernière étant fouillée, on y découvre une photographie montrant un enfant violé par deux hommes. Une nouvelle piste s'ouvre. Plus tard, la quatrième victime est à son tour identifiée : elle-aussi fréquentait Colossus. En conséquence, cinq des six victimes avaient fréquenté ce centre d'insertion.
Hillier a décidé que l’équipe d'enquêteurs serait suivie par un journaliste, M. Corsico, du journal people La Source. Il espère en cela faire de la publicité sur la capacité de la police à enquêter sur le tueur en série. Lynley est opposé à ce que ce « journaliste embarqué » suive l'enquête et a un conflit ouvert avec son supérieur.

### Poursuite de l'enquête et agression d'Helen Clyde
Chapitres 21 à 31.
Barry Minshall révèle l’existence d'un réseau : « Men And Boys In Love » dont le sigle est « MABIL ». L'enquête plonge alors le lecteur dans les milieux interlopes de la capitale anglaise : un hôtel crasseux tenu par un émigré turc, où un magicien albinos, Barry Minshall, livre ses jeunes victimes (des adolescents attirés par les spectacles de magie) aux membres du réseau. Les membres de ce réseau se réunissent une fois par mois dans une ancienne église gérée par la municipalité.
Ulrike Ellis, directrice de Colossus, entretient depuis plusieurs mois une liaison avec Griffin Strong. Elle ignore que les autres salariés de l'association sont au courant de cette liaison. Elle tente à deux reprises de se libérer de cette emprise sentimentale et sexuelle, la seconde fois en allant rencontrer l'épouse de Griffin.
Le journaliste Corsico entreprend de faire une grande enquête sur Lynley, du type : comment un aristocrate beau gosse et riche à millions est devenu un enquêteur central de la brigade criminelle. Un article paraît dans la presse people, où l'on voit Lynley et Helen côte à côte, devant leur maison à Belgravia. Corsico annonce son intention de s'attaquer ensuite à la vie privée de Winston Nkata, sur le registre : comment un ancien membre de gang est devenu policier de la brigade criminelle, alors que son frère est en détention pour violences et trafic de drogue. Lynley et Nkata tentent d'empêcher Corsico de poursuivre ses recherches sur ce sujet.
Au demeurant, le meurtrier contacte Lynley par voie téléphonique après la publication de l'article en question, le menaçant de s'en prendre à lui et à son entourage.
Les enquêteurs découvrent que la sixième victime (Davey) n'a pas été tuée de la même façon que les autres victimes : l'adolescent a été étranglé à mains nues alors que les autres l'avaient été avec un vêtement en tissu ; il n’a pas été assommé par une décharge électrique ; il a subi une pénétration sexuelle anale (sodomie) ; il n'avait rien mangé depuis une dizaine d'heures. Y aurait-il deux tueurs ? Le meurtre de Davey serait-il l'œuvre d'un « copieur » ?
Le travail de Corsico ainsi que l'enquête criminelle sont soudain mis entre parenthèses par un événement dramatique et inattendu : de retour des courses avec son amie Deborah Saint James, Helen Lynley-Clyde, l'épouse de Lynley, a été agressée par deux hommes. L'un d'eux a tiré au pistolet une balle qui lui a perforé le thorax. Emmenée à l'hôpital, elle est tombée dans le coma. On craint pour la survie de l’embryon.
Au fil des heures, la situation s'aggrave : Helen a trop perdu de sang et son cerveau a cessé d'être irrigué. Si elle s'en sort, elle ne sera plus la même personne. De même l'embryon a subi des séquelles dramatiques. Lynley est traumatisé par cet événement, dont les causes sont détaillées dans le roman suivant mais qui se déroule durant le même trait de temps que le présent roman : Anatomie d'un crime.

### Dénouement et révélations finales
Chapitres 32 à 34.
Le docteur Hamish Robson se révèle être un pédophile longtemps refoulé, lui-même ancienne victime d'abus sexuels. Membre du réseau MABIL, c'est lui qui a, involontairement, causé la mort de Davey lors d'une séance de jeux sexuels pédophiles. La sixième victime était effectivement différente des cinq premières : Robson avait profité des informations auxquelles il avait eu accès pour laisser penser que la mort de Daney était l’œuvre du tueur en série, sans qu'il soit ce tueur.
Le tueur en série, « Fu », se révèle être le bénévole Robbie Kilfoyle. Les analyses d'Hamish Robson sur le profil psychologique du tueur en série étaient globalement pertinentes.
Apprenant que la directrice de Colossus, Ulrike, a découvert que son père était mort alors qu'il avait toujours prétendu le contraire, Robbie décide de la supprimer comme ses cinq précédentes victimes. Il la paralyse avec son taser et la ligote solidement dans sa camionnette. Il se rend ensuite à l'hôpital où se trouve Lynley au chevet de sa femme mourante.
En sortant de l'hôpital en pleine nuit, Lynley est dans un état second : les médecins lui demandent s'il souhaite « débrancher » Helen, sachant qu'elle est en état de mort cérébrale et que l'embryon a subi des séquelles massives et irréversibles. C'est alors qu'une camionnette fonce vers lui : un homme en descend, paralyse Lynley avec un taser électrique, le ligote et l'embarque dans la camionnette. Mais Barbara Havers a été témoin de la scène. S'emparant des clefs que Lynley a faites tomber à terre, elle se met au volant de la Bentley de Lynley et suit la camionnette. Quand Robbie Kilfoyle s'arrête, ses deux prisonniers sont réveillés et conscients. Il s'apprête à brûler les mains d'Ulrike. Barbara Havers projette la Bentley en direction de la camionnette, qui tombe dans le fossé. Elle se précipite pour libérer Lynley. À moitié assommé, Kilfoyle se jette sur elle : elle le met hors d'état de nuire avec une poêle à frire.
Il n'y a pas de fin heureuse. Certes Ulrike et Lynley ont échappé à une mort atroce et le tueur en série est sous les verrous, mais Lynley doit gérer psychologiquement les conséquences de la mort d'Helen et des atteintes irréversibles à l'embryon. Il accepte de la « faire débrancher ». Il apprend aussi que Joel, qui était présent au moment de la mort d'Helen, n'avait aucun lien avec l'association Colossus ni avec Kilfoyle : il n'y avait pas de « complot » ni de préméditation contre elle ; Helen était, comme le souligne tristement Barbara Havers, « au mauvais endroit au mauvais moment ».
Désemparé, furieux et terrassé de douleur par la mort d'Helen et de l'anéantissement de leur projet de vie, Lynley donne sa démission de la police.

## Trame secondaire: vie privée des principaux personnages
- Barbara Havers : rétrogradée constable à Scotland Yard depuis un comportement inapproprié. Grosse, mal habillée, mal coiffée, elle est issue de la classe populaire. Têtue et peu disciplinée, elle a le sens de l'à-propos, de l'initiative et de l'humour. Elle conduit une Mini. Elle continue de tisser des liens amicaux avec son voisin, Taymullah Azhar et la fille de celui-ci, Hadiyyah Azhar (8 ans). Dans le dernier chapitre, on apprend que Hadyyah va suivre des cours de claquettes : Barbara se mettra aussi à suivre des cours de claquettes dans La Punition qu'elle mérite.
- Thomas Lynley : huitième comte d'Asherton et inspecteur de police à Scotland Yard (ici commissaire de police par intérim). Blond, distingué, possédant une autorité naturelle, il conduit une Bentley et vit dans le quartier huppé de Belgravia avec son épouse Helen.
- Helen Lynley : issue de la noblesse anglaise, elle est enceinte de quatre mois au début du roman. Pendant une bonne partie de l'intrigue, son rôle se borne à chercher la tenue de baptême adéquate pour ne heurter aucune des deux traditions familiales.
- Wilson Nkata : ayant des parents originaires des Antilles et d'Afrique et ancien membre d'un gang, il continue à habiter un quartier populaire de Londres. Ayant rencontré dans le roman Mémoire infidèle Yasmin, une trentenaire dont, sans le savoir, il est tombé amoureux, il tente de la revoir à plusieurs reprises sous divers prétextes, dont celui de l’avertir qu'un tueur en série s'attaquant à des mineurs rôde dans la ville. Profitant du fait que Daniel, le fils de Yasmin, est orphelin de père, il tente de laisser penser à Yasmin qu'il pourrait être un père de substitution convenable. Après avoir essuyé une rebuffade puis interprété à tort que Yasmin avait un petit ami, la fin du roman montre qu'il ne laisse pas Yasmin indifférente à son égard.

## Autour du roman
- Comme plusieurs romans d'Elizabeth George, Sans l'ombre d'un témoin adopte plusieurs points de vue. Il y a d'abord le point de vue du narrateur omniscient qui permet de suivre les péripéties de l'intrigue. C'est ce point de vue qui domine le roman. Mais l'intrigue est émaillée par des chapitres permettant de comprendre la mentalité de l'assassin, ses obsessions, ses stratégies. Bien que les courts chapitres concernant le psychisme de l'assassin soient rédigés à la troisième personne du singulier, c'est bien son univers intérieur qui est décrit. Le lecteur ne comprend pas qui peut être cet « asticot » que Fu voit apparaître et qui conditionne son passage à l'acte.
- Le point de vue de la directrice de Colossus, Ulrike Ellis, permet à l'autrice d'esquisser un portrait psychologique d'une femme prise dans un dilemme cornélien entre le désir charnel et son devoir professionnel.
- Le journal de caniveau « La Source » ainsi que l'enquêteur Mitchell Corsico seront encore cités dans un autre roman, La Ronde des mensonges, où un jeune journaliste pigiste est envoyé faire ses preuves dans le Cumbria ; il y croisera Thomas Lynley. Ce roman se déroulera 8 mois après la mort d'Helen Clyde, donc peu de temps après le récit narré dans le présent roman.